# Estádio Kanjuruhan
O Estádio Kanjuruhan (em indonésio: Stadion Kanjuruhan) é um estádio multiuso localizado na cidade de Malangue, na Indonésia. Utilizado principalmente para competições de futebol, o estádio tem capacidade para 35 000 espectadores. Foi a casa do Arema, clube de futebol que disputa o Campeonato Indonésio de Futebol. Seu nome rende homenagem ao Reino de Kanjuruhan, um reino hindu do século VIII no atual território de Malangue.

## Histórico
O estádio começou a ser construído em 1997 com um custo de construção estimado em 35 bilhões de rupias. Em 9 de junho de 2004, o estádio foi inaugurado para uso da presidente Megawati Sukarnoputri, marcado por uma partida amistosa no meio do Campeonato Indonésio de Futebol de 2004, entre o Arema FC e o PSS Sleman. A partida terminou com uma vitória por 1–0 para o Arema. Também foi renovado em 2010 para fins da Liga dos Campeões da AFC de 2011 em termos de adição de potência de iluminação.

## Tragédia de Kanjuruhan
Em 1 de outubro de 2022, mais de 170 torcedores do Arema e 2 policiais foram mortos após uma invasão de campo realizada por torcedores furiosos do time que não aceitaram a derrota em casa. Em razão do ocorrido, após reunião com o presidente da FIFA, Gianni Infantino, o presidente indonésio Joko Widodo determinou o fechamento do estádio para posterior demolição e reconstrução do mesmo para adequar-se aos critérios do padrão FIFA.

## Galeria de fotos

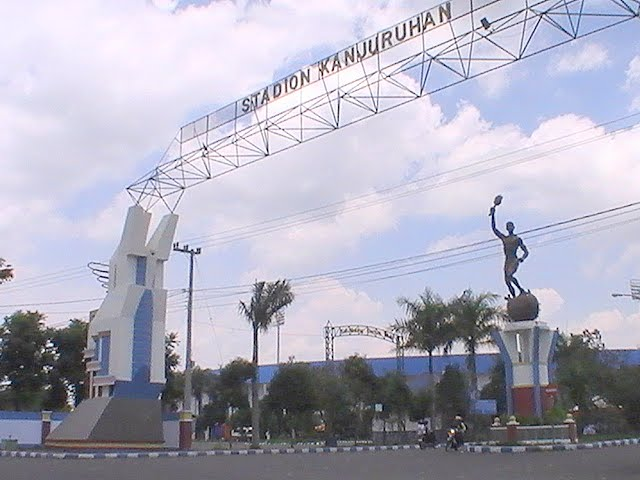
A entrada do estádio.
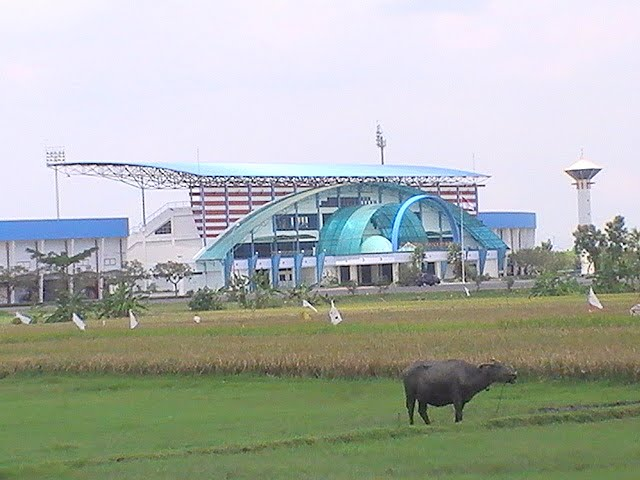
Vista do estádio dos campos de arroz.
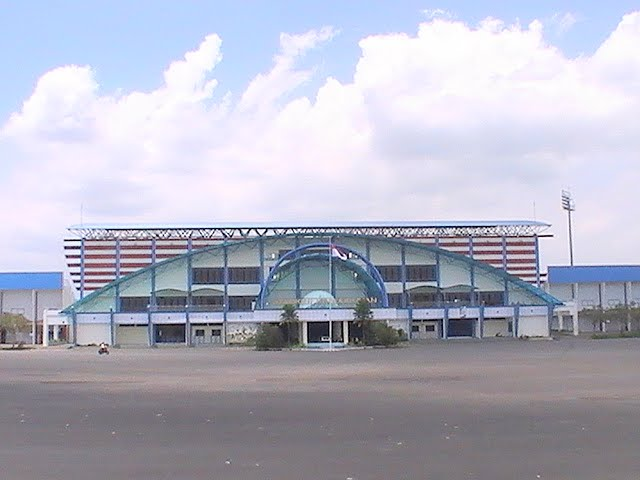
Exterior do estádio
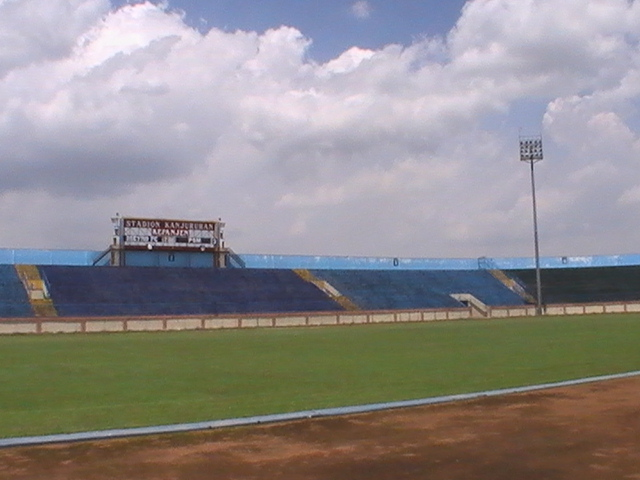
Campo de futebol do estádio.